# Jason Foley
Jason Joseph Foley (Manhasset, Nueva York, 1 de noviembre de 1995), más conocido como Jason Foley, es un jugador profesional estadounidense de béisbol que se desempeña en la posición de lanzador en Detroit Tigers, equipo de las Grandes Ligas de Béisbol (MLB).

## Carrera
En 2021, Foley hizo su debut en la MLB con el equipo Detroit Tigers, donde lleva jugando cuatro temporadas.